# 佐野瑛厘
佐野 瑛厘（さの えり、10月16日 - ）は、日本のラジオDJ、通訳者、MC、ナレーター。セントラルジャパンと業務提携という形を取りつつフリーランスで活動している。

## 来歴
愛知県名古屋市昭和区にある聖霊病院で出生（出生名は本名である佐野恵里、読みは同じ）。血液型はO型。カラパナのベーシストであるケンジ・サノは実兄。
小学校から高校までの間をアメリカ・ロサンゼルスで過ごす。南山短期大学を卒業後、名古屋空港の国際線で航空会社のグランドスタッフを務めていた。
1993年にラジオDJとしての活動を開始し、FM AICHIで『P-POP STATION Thursday』を担当。その当時からフリーランスで活動していた。その後もKiss-FM KOBE、ぎふチャンラジオ、ZIP-FM、α-STATIONなど、複数のラジオ局にて番組を担当。RADIO-iには愛・地球博終了後に登場。同じくZIP-FMやKiss-FMでも活動していたジェフリー・ジェムズらと共に万博のイベントラジオ局FM LOVEARTHのDJを務めた。その後、FM COCOLOの番組を受け持ちながらRADIO-iでも活動。2011年10月23日にAM局の東海ラジオでも活動開始したことで、名古屋市に存在する全てのラジオ局で番組を担当したことになった。
2004年4月からはマイクネームを「佐野瑛厘」にする。
2018年12月31日に入籍した。

## 担当番組

### 現在
- KAMASAMI KONG SHOW（FM COCOLO、2021年4月1日 - ）
- Eri's Music WOW!（MID-FM、2016年1月7日 - ）[8][9] - 2011年1月から2015年12月までは「Wednesday Music WOW!」として放送。
- Weekend Groovin'（RADIO LOVEAT/Pitch FM）[10][11][12] - かつてはミュージックバード for コミュニティFMでも放送されていた。
- 平和堂 Happy Together（FM AICHI、2024年3月2日 - ）

### 過去
- PACIFIC OASIS（FM COCOLO、2019年10月1日 - 2021年3月31日） - 過去に3度、代打として年に不定期に出演
- P-POP STATION Thursday（FM AICHI）
- OVERSEAS TOP40（α-STATION）
- Ocean Boulevard（Kiss-FM KOBE）
- Good Morning Kobe（Kiss-FM KOBE）
- ZIP Morning Call（ZIP-FM）
- WAKE UP! FRIDAY（ZIP-FM）
- ZIP LOVE EMOTION（ZIP-FM）
- Zone 2 & Zone 4（ZIP-FM）
- FM LOVEARTH 放送番組
- LOVEARTH（CBCラジオ） - 月曜パーソナリティ
- TA☆RO（中京テレビ） - 前期ナレーター
- COCOLO Natural Friday Part III（FM COCOLO）
- COCOLO Top 40（FM COCOLO）
- RADIO-i Twilight Breeze（RADIO-i）
- RADIO iNTERLINE（RADIO-i）
- ZENT FANTASTIC RADIO（FMおかざき）
- 佐野瑛厘のミュージックサプリ（東海ラジオ）
- RADIO RUN（MID-FM）
- radio3 Best Mix Sunday（レディオキューブFM三重）
- MUSIC GARAGE from NTP-ark（Radio NEO ）[13][14]